# Droit d'auteur aux États-Unis
Le droit d'auteur aux États-Unis est l'ensemble des droits exclusifs dont dispose un auteur sur ses œuvres de l'esprit aux États-Unis.
Le droit d'auteur aux États-Unis fait partie du droit fédéral ; il est protégé par la constitution des États-Unis dans l'article I, section 8, clause 8, aussi connu comme la « Clause du Droit d'Auteur», laquelle dispose que :

« Le Congrès aura le pouvoir… Afin de promouvoir le progrès des sciences et des arts utiles, en assurant pour un temps limité, aux auteurs et inventeurs le droit exclusif à leurs écrits et découvertes respectifs. »

Cette clause est à la base des législations américaines sur le droit d'auteur (« Science, Auteurs, Écrits »)  et de celles sur les brevets (« Techniques, Inventeurs, Découvertes »).

## Copyright
Le gouvernement fédéral légifère sur le copyright en vertu de l'Article I de la Constitution, section 8, qui donne au Congrès le pouvoir « de favoriser le progrès de la science et des arts utiles, en assurant, pour un temps limité, aux auteurs et inventeurs le droit exclusif à leurs écrits et découvertes respectifs ». Les lois fédérales à ce sujet sont compilées dans le titre 17 du code des États-Unis.
Les États-Unis encouragent les auteurs à faire enregistrer leurs œuvres car, en cas de litige, la loi fédérale leur accorde le doublement des dédommagements financiers réclamés. Si l'œuvre n'est pas enregistrée, l'auteur ne bénéficie d'aucun dédommagement financier et doit revendiquer une éventuelle indemnité[pas clair].
Au niveau fédéral, le droit moral n'est pas reconnu comme une composante du copyright. En effet, lors de leur adhésion à la Convention de Berne en 1988, les États-Unis ont formulé une réserve en ce sens. Les auteurs ont donc recours à la législation sur la diffamation et la concurrence déloyale pour protéger leurs œuvres. La loi sur les droits des artistes d'œuvres visuelles (Visual Artists Rights Act (en)), adoptée en 1990, reconnaît un droit moral aux seuls créateurs des arts plastiques, photographique et vidéo.

## Domaine public
Les travaux créés par le gouvernement fédéral des États-Unis sont dans le domaine public, sauf lorsqu'ils ont été brevetés (cf. ci-dessous : c'est le cas plus particulièrement de certains travaux universitaires, etc., issus de fonds publics[pas clair]).
Depuis la loi d'extension du terme des droits d'auteur (aussi appelée Disney Act), ce qui a été publié avant le 1er janvier 1923 est dans le domaine public. Tout ce qui est publié avant le 1er janvier 1964 et n'a pas été renouvelé se trouve dans le domaine public. Tout ce qui est publié avant le 1er mars 1989 sans mentionner de droits d'auteur (absence des symboles « © », « Copyright » ou « Copr. », plus l'année de publication — parfois omise — plus le détenteur du copyright) se trouve dans le domaine public. Sinon le copyright s'étend pendant 95 ans après la date de publication.
Dans un arrêt de 2003, la Cour suprême a précisé que le droit des marques ne peut pas être utilisé pour prolonger la protection d'une œuvre qui va tomber dans le domaine public. 

## Brevets
(décembre 2011).
Aux États-Unis, les origines des brevets remontent à Thomas Jefferson, qui participa à l'établissement du bureau américain des brevets (US Patent and Trademark Office, USPTO). Il défendit une vision restrictive de la notion de brevet, en s'opposant notamment au brevetage des idées.
Ce cadre original a été largement bouleversé depuis, notamment par le Bayh-Dole Act de 1980 et, la même année, le Stevenson-Wydler Act, lesquels ont en particulier permis aux universités américaines de breveter leurs découvertes et inventions (y compris concernant le séquençage du génome et autres formes de « brevetage du vivant »). Aujourd'hui, le champ d'application des brevets aux États-Unis est particulièrement large : il est possible de breveter tout ce que l'homme peut « réaliser » lui-même, selon l'expression retenue par la Cour suprême dans Diamond v. Chakrabarty (affaire concernant le brevetage d'un organisme génétiquement modifié). En conséquence de quoi, il existe des brevets portant sur des logiciels ou des méthodes commerciales.